# ابوسالم ابراهیم بن علی
ابوسالم ابراهیم بن علی (انگلیسی: Ibrahim ibn Ali of Morocco؛ ۱۳۳۵ – ۱۳۶۱) سلطان مرینیان مراکش از سال ۱۳۵۹ تا ۱۳۶۱ میلادی بود.